# Welches
Welches est une localité de la Barbade située dans la paroisse civile de Christ Church.
On y trouve l’église Saint-Dominique de culte catholique, qui a été distinguée par Charles Jason Gordon, alors évêque de Bridgetown, le 21 septembre 2016.